# Sanz y el secreto de su arte
Sanz y el secreto de su arte és una pel·lícula muda espanyola de migmetratge de 1918, dirigida Francisco Sanz Baldoví i Maximilià Thous i enquadrable en el gènere del docudrama. Està protagonitzada pel ventríloc Francisco Sanz Baldoví i els seus autòmats. Proporciona una certa aproximació al treball de Sanz, tot i que l'absència de so impedeix apreciar-ho en la seua totalitat. També ofereix una explicació del funcionament dels diferents ninots de l'artista. Finalment, constitueix un document històric sobre l'època en què es va rodar. Va ser recuperada i restaurada el 1997 per la Filmoteca de la Generalitat Valenciana.

## La pel·lícula
A finals de 1917 Francisco Sanz Baldoví va patir una greu afonia que va afectar el ritme habitual de treball en els teatres. Va ser llavors quan va reprendre una vella idea de projecte cinematogràfic. Després d'elaborar un primer guió, va contactar amb Maximilià Thous, qui ja havia dirigit el seu primer reportatge -La fiesta de las muñecas - l'any anterior. Per produir el film, tots dos van contactar amb l'empresa Hispano Films, situada a Barcelona. La pel·lícula es va rodar en quatre mesos entre 1917 i 1918. Es va utilitzar la millor tecnologia de l'època, el que va fer que fóra un producte car. La cinta va estar llista per a la distribució comercial abans del 8 de juny del 1918.
Els protagonistes són el propi Sanz i el mecànic Lorenzo Mataix, juntament amb els ninots Panchito, Juanito, Melanio, Fulgencio, Don Liborio, Lucinda, Frey Volt i d'altres. La cinta està dividida en dos parts: a la primera es mostren parts de l'espectacle de Sanz seguides de l'explicació tècnica del funcionament dels ninots; la segona és una ficció protagonitzada per don Liborio, qui abandona la companyia artística i torna al seu poble, interactuant amb personatges humans. Esta segona part va ser exhibida també com curtmetratge independent i constitueix una de les primeres aproximacions del cinema a la interactuació de personatges reals i autòmats.
En Libori era el ninot estrella de Sanz. Este l'utilitzava amb gran sentit de l'humor per introduir en l'espectacle temes d'actualitat o representar la crítica popular. Pel que fa a Frey Volt, posseïa una expressivitat inusual a la cara i podia moure tots els dits de les mans per separat. Alguns mitjans el consideraven el millor autòmat del món.
Sanz va haver d'exercir també el paper de distribuïdor i no va aconseguir que s'estrenara fins a l'any 1922, a València. Posteriorment es va exhibir en sales d'altres ciutats i també dins de l'espectacle del mateix artista. Hi ha constància de projeccions de la pel·lícula fins als anys 1930. El 1925, Sanz va rebre una bona suma pels drets d'exhibició per a l'estranger, i sembla que l'explicació de la tècnica dels autòmats va impressionar al públic nord-americà i centreeuropeu.

## La restauració
La pel·lícula es va perdre amb el pas del temps. No obstant això, va ser possible la seua recuperació gràcies a que Josefina Sanz va donar el 1995 a la Filmoteca de la Generalitat Valenciana dos còpies incompletes del film, fragments d'altres sis còpies i un gran nombre de descarts. Es tractava de material en 35 mm en suport de nitrat, altament inflamable. La Filmoteca va realitzar un minuciós treball de selecció del material en col·laboració amb l'empresa privada Iskra S.L. Es va procedir a l'eliminació de les ratlles i altres imperfeccions, es van salvar les diferències de contrast d'imatges de la mateixa seqüència procedents de diferents còpies i es van resoldre problemes de pèrdua d'imatge. El resultat és una pel·lícula de més de seixanta minuts de durada.